# 善通寺師管区
善通寺師管区（ぜんつうじしかんく）は、1945年4月1日に、日本陸軍が徴兵などの軍事行政と地域防衛のために全国を区分けして設けた師管区の一つである。四国地方の4県、すなわち香川県・徳島県・愛媛県・高知県を範囲とした。大阪師管区・京都師管区・広島師管区とともに中部軍管区の下にあった。区内は高松連隊区・徳島連隊区・松山連隊区・高知連隊区に分けられた。善通寺師管区司令部が管轄し、善通寺師管区部隊が置かれた。同年6月22日に、四国軍管区新設とともに廃止になった。

## 概要
師管区は従来の師管を改称したもので、地域防衛の担当地域であると同時に、徴兵・補充の単位となる地域でもある。善通寺師管区の前身は善通寺師管で、区域の変更はない。善通寺師管は留守第55師団が管轄しており、その司令部を改称して善通寺師管区司令部とした。留守師団の補充隊はいったん復帰（解散）し、あらたに師管区部隊の補充隊を編成する形式をとった。
愛媛県の佐田岬半島にあたる西宇和郡三崎村は、防衛に関して九州の西部軍管区・熊本師管区の担任地域とされた。防衛以外は善通寺師管の管轄である。
善通寺師管区は、6月20日制定、22日公布の軍令陸第17号で廃止された。かわりに同じ地域に四国軍管区が置かれた。範囲は同じだが、下に師管区を持たず、4つの連隊区を直轄した。司令部・部隊は師管区のものが改称した。

## 師管区部隊
師管区司令官
- 山岡重厚 予備役陸軍中将：1945年（昭和20年）4月1日 - 6月12日

師管区参謀長
- 西本英夫 大佐：1945年4月1日 -